# Wharton (New Jersey)
Pour les articles homonymes, voir Wharton.
Wharton est un borough situé dans le comté de Morris, dans l'État du New Jersey, aux États-Unis.